# Jean-Baptiste Douville
Pour les articles homonymes, voir Douville (homonymie).

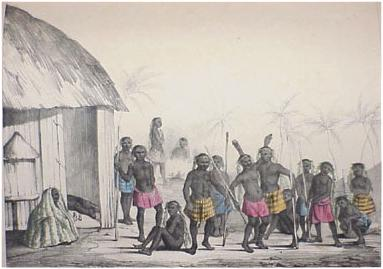
Illustration extraite du Voyage au Congo de Douville

Jean-Baptiste Douville, né le 15 février 1797 à Hambye et mort le 26 mai 1837 au Brésil, est un explorateur français.

## Biographie
Sa vie et ses aventures ont souvent été soumises à caution. On ne sait rien de ses origines, ni des circonstances de sa mort. On sait qu'il était destiné à la prêtrise mais qu'il quitte le séminaire et se rend en Angleterre où il devient un riche négociant.
Il prétend en 1824 avoir voyagé dans une grande partie de l'Europe, en Asie et en Amérique du Sud, ce qui le fait admettre à la Société de Géographie en 1826.
En 1827, il projette d'aller en Chine par le détroit de Magellan et vit quelques mois à Montevideo puis à Rio de Janeiro. Il part ensuite chercher fortune en Afrique centrale et débarque le 18 décembre 1827 à Benguela.
En février 1828, il explore le nord de l'Angola et le bassin du Congo. Il semble qu'il visite Loanda et remonte le fleuve Kouanza où il perd sa femme, mais de nombreux noms de sa relation restent difficiles à identifier, ce qui ne permet pas de suivre exactement son périple. Il atteint Kassouga puis descend la rivière Kouango jusqu'à son confluent avec la Kasaï. Plusieurs autres points restent hypothétiques. Il aurait ainsi peut-être atteint le lac Léopold II qu'il nomme lac Couffoua ou Lac des Morts puis est de retour à Ambriz, au nord de Loanda vers mai-juin 1830.
Rentré en France en mai 1831 après une année au Brésil, il présente en juillet son rapport à la Société de Géographie et en reçoit la grande médaille d'or ainsi que les félicitions de Louis-Philippe. Il publie ensuite son Voyage au Congo qui obtient un immense succès de librairie. Si son récit dit vraiment la vérité, il serait le premier Européen à pénétrer si loin dans le bassin du Congo.
Mais, dès août 1832, un Anglais nommé Cooley dans un article publié dans la Foreign Quarterly Review, accuse Douville de mensonges et d’imposture. S'il a bien voyagé en Angola, il n'aurait pas dépassé les côtes et ce que Douville raconte sur l'intérieur ne serait que des dires de marchands portugais ou de chasseurs d'esclaves.
Douville tente maladroitement de se disculper et le doute plane encore de nos jours. Si le voyage semble réel, la relation paraît embellie et les découvertes et les observations qu'il s'est attribué, empruntées à d'autres.
Réinstallé au Brésil en 1833, il y fait des recherches sur la faune et la flore brésiliennes qui ont permis de former la première base du Musée d'histoire naturelle de Bahia.
Il aurait été assassiné en 1837 sur les rives du Rio São Francisco.

## Travaux
- Voyage au Congo et dans l'intérieur de l'Afrique équinoxiale, 1832
- Ma défense ou réponse à l'anonyme anglais, 1832
- Trente mois de ma vie, quinze mois avant et quinze mois après mon voyage au Congo, 1833